# Konecko-Łopuszniański Obszar Chronionego Krajobrazu
Konecko-Łopuszniański Obszar Chronionego Krajobrazu – obszar chronionego krajobrazu położony w północno-zachodniej części województwa świętokrzyskiego. Zajmuje powierzchnię 982,87 km². Obejmuje tereny gmin: Ruda Maleniecka, Radoszyce, Smyków i Stąporków, a także część obszaru gmin: Bliżyn, Końskie, Krasocin, Łopuszno, Małogoszcz, Mniów, Piekoszów oraz Słupia Konecka.
Na zachodzie przylega do otuliny Przedborskiego Parku Krajobrazowego oraz do Piliczańskiego Obszaru Chronionego Krajobrazu. Na północnym wschodzie łączy się z Obszarem Chronionego Krajobrazu Lasy Przysusko-Szydłowieckie. Na wschodzie przylega do Suchedniowsko-Oblęgorskiego Obszaru Chronionego Krajobrazu (pełniącego funkcję otuliny Suchedniowsko-Oblęgorskiego Parku Krajobrazowego), a na południu do Chęcińsko-Kieleckiego Parku Krajobrazowego i Chęcińsko-Kieleckiego Obszaru Chronionego Krajobrazu.
Obszar utworzono w celu ochrony wód podziemnych i powierzchniowych. Spełnia także rolę klimatotwórczą i aerosanitarną – poprawiając jakość powietrza atmosferycznego. Blisko połowę jego powierzchni zajmują naturalne kompleksy leśne. Do największych należą: Lasy Koneckie i Lasy Radoszyckie. W drzewostanie przeważają jodły i sosny. Występują tu także dęby, buki, graby i świerki. Na północy i północnym wschodzie obszaru występują siedliska borowe. Szczyty wydm i luźne piaski porośnięte są suchymi sosnowymi borami chrobotkowymi. W dolinach rzecznych spotykane są łęgi z jesionami i olszą. W części południowej kompleksy leśne są mniejsze i porozdzielane łąkami, torfowiskami i wrzosowiskami. Na południu i w części środkowej obszaru występują wilgotne łąki, a także obszary torfowisk niskich i przejściowych.
Na terenie obszaru rosną m.in.: gęsiówka szorstkowłosista, pełnik europejski, pomocnik baldaszkowy, wawrzynek wilczełyko, wielosił błękitny i zawilec wielkokwiatowy. Fauna reprezentowana jest przez dziki, sarny i jelenie europejskie. Spotykane są tu bocian czarny i łabędź niemy. Znajdują się tu leśne rezerwaty przyrody: Ciechostowice i Góra Dobrzeszowska oraz rezerwaty przyrody nieożywionej: Gagaty Sołtykowskie, Piekiełko Szkuckie i Skałki Piekło pod Niekłaniem.
Do znajdujących się tu zabytków kultury materialnej należą pozostałości po obiektach Staropolskiego Okręgu Przemysłowego. W przeszłości rozwijało się tu kopalnictwo oraz hutnictwo rud żelaza.